# Plavání na Letních olympijských hrách 1996
Plavání na Letních olympijských hrách 1996 probíhalo v bazénu Georgia Tech Campus Recreation Center v Atlantě.

## Přehled medailí
| Pořadí | Země                         | Zlato | Stříbro | Bronz | Celkově |
| ------ | ---------------------------- | ----- | ------- | ----- | ------- |
| 1      | Spojené státy americké (USA) | 13    | 11      | 2     | 26      |
| 2      | Rusko (RUS)                  | 4     | 2       | 2     | 8       |
| 3      | Maďarsko (HUN)               | 3     | 1       | 2     | 6       |
| 4      | Irsko (IRL)                  | 3     | 0       | 1     | 4       |
| 5      | Austrálie (AUS)              | 2     | 4       | 6     | 12      |
| 6      | Jihoafrická republika (RSA)  | 2     | 0       | 1     | 3       |
| 7      | Nový Zéland (NZL)            | 2     | 0       | 0     | 2       |
| 8      | Čína (CHN)                   | 1     | 3       | 2     | 6       |
| 9      | Belgie (BEL)                 | 1     | 0       | 0     | 1       |
| 9      | Kostarika (CRC)              | 1     | 0       | 0     | 1       |
| 11     | Německo (GER)                | 0     | 5       | 7     | 12      |
| 12     | Brazílie (BRA)               | 0     | 1       | 2     | 3       |
| 12     | Kanada (CAN)                 | 0     | 1       | 2     | 3       |
| 14     | Velká Británie (GBR)         | 0     | 1       | 1     | 2       |
| 14     | Kuba (CUB)                   | 0     | 1       | 1     | 2       |
| 16     | Finsko (FIN)                 | 0     | 1       | 0     | 1       |
| 16     | Švédsko (SWE)                | 0     | 1       | 0     | 1       |
| 18     | Nizozemsko (NED)             | 0     | 0       | 2     | 2       |
| 19     | Itálie (ITA)                 | 0     | 0       | 1     | 1       |
| Celkem | Celkem                       | 32    | 32      | 32    | 96      |

## Medailisté

### Muži
| Kategorie                      | Zlato | Čas          | Stříbro | Čas      | Bronz | Čas      |
| ------------------------------ | --- | ------------ | --- | -------- | --- | -------- |
| 50 m volný způsob              | Alexandr Popov · Rusko (RUS) | 22.13        | Gary Hall, Jr. · Spojené státy americké (USA)                                                                                                   | 22.26    | Fernando Scherer · Brazílie (BRA)                                                                                           | 22.29    |
| 100 m volný způsob             | Alexandr Popov · Rusko (RUS) | 48.74        | Gary Hall, Jr. · Spojené státy americké (USA)                                                                                                   | 48.81    | Gustavo Borges · Brazílie (BRA)                                                                                             | 49.02    |
| 200 m volný způsob             | Danyon Loader · Nový Zéland (NZL) | 1:47.63      | Gustavo Borges · Brazílie (BRA) | 1:48.08  | Daniel Kowalski · Austrálie (AUS)                                                                                           | 1:48.25  |
| 400 m volný způsob             | Danyon Loader · Nový Zéland (NZL) | 3:47.97      | Paul Palmer · Velká Británie (GBR) | 3:49.00  | Daniel Kowalski · Austrálie (AUS)                                                                                           | 3:49.39  |
| 1500 m volný způsob            | Kieren Perkins · Austrálie (AUS) | 14:56.40     | Daniel Kowalski · Austrálie (AUS) | 15:02.43 | Graeme Smith · Velká Británie (GBR)                                                                                         | 15:02.48 |
| 100 m znak                     | Jeff Rouse · Spojené státy americké (USA) | 54.10        | Rodolfo Falcón · Kuba (CUB) | 54.98    | Neisser Bent · Kuba (CUB)                                                                                                   | 55.02    |
| 200 m znak                     | Brad Bridgewater · Spojené státy americké (USA) | 1:58.54      | Tripp Schwenk · Spojené státy americké (USA) | 1:58.99  | Emanuele Merisi · Itálie (ITA)                                                                                              | 1:59.18  |
| 100 m prsa                     | Frédérik Deburghgraeve · Belgie (BEL) | 1:00.65      | Jeremy Linn · Spojené státy americké (USA) | 1:00.77  | Mark Warnecke · Německo (GER)                                                                                               | 1:01.33  |
| 200 m prsa                     | Norbert Rózsa · Maďarsko (HUN) | 2:12.57      | Károly Güttler · Maďarsko (HUN) | 2:13.03  | Andrej Kornějev · Rusko (RUS)                                                                                               | 2:13.17  |
| 100 m motýlek                  | Denis Pankratov · Rusko (RUS) | 52.27        | Scott Miller · Austrálie (AUS) | 52.53    | Vladislav Kulikov · Rusko (RUS)                                                                                             | 53.13    |
| 200 m motýlek                  | Denis Pankratov · Rusko (RUS) | 1:56.51      | Tom Malchow · Spojené státy americké (USA) | 1:57.44  | Scott Goodman · Austrálie (AUS)                                                                                             | 1:57.48  |
| 200 m polohový závod           | Attila Czene · Maďarsko (HUN) | 1:59.91      | Jani Sievinen · Finsko (FIN) | 2:00.13  | Curtis Myden · Kanada (CAN)                                                                                                 | 2:01.13  |
| 400 m polohový závod           | Tom Dolan · Spojené státy americké (USA) | 4:14.90      | Eric Namesnik · Spojené státy americké (USA) | 4:15.25  | Curtis Myden · Kanada (CAN)                                                                                                 | 4:16.28  |
| štafeta 4×100 m volný způsob   | Spojené státy americké (USA) · Jon Olsen · Josh Davis · Brad Schumacher · Gary Hall, Jr. · David Fox* · Scott Tucker*                                 | 3:15.41      | Rusko (RUS) · Roman Jegorov · Alexandr Popov · Vladimir Predkin · Vladimir Pyšněnko · Denis Pimankov*                                           | 3:17.06  | Německo (GER) · Christian Tröger · Bengt Zikarsky · Björn Zikarsky · Mark Pinger · Alexander Lüderitz*                      | 3:17.20  |
| štafeta 4×200 m volný způsob   | Spojené státy americké (USA) · Josh Davis · Joe Hudepohl · Brad Schumacher · Ryan Berube · Jon Olsen*                                                 | 7:14.84      | Švédsko (SWE) · Christer Wallin · Anders Holmertz · Lars Frölander · Anders Lyrbring                                                            | 7:17.56  | Německo (GER) · Aimo Heilmann · Christian Keller · Christian Tröger · Steffen Zesner · Konstantin Dubrovin* · Oliver Lampe* | 7:17.71  |
| štafeta 4×100 m polohový závod | Spojené státy americké (USA) · Jeff Rouse · Jeremy Linn · Mark Henderson · Gary Hall, Jr. · Josh Davis* · Kurt Grote* · John Hargis* · Tripp Schwenk* | 3:34.84 (WR) | Rusko (RUS) · Vladimir Selkov · Stanislav Lopuchov · Denis Pankratov · Alexandr Popov · Roman Ivanovskij* · Vladislav Kulikov* · Roman Jegorov* | 3:37.55  | Austrálie (AUS) · Steven Dewick · Phil Rogers · Scott Miller · Michael Klim · Toby Haenen*                                  | 3:39.56  |

* Nezúčastnili se finále, ale získali medaili.

### Ženy
| Kategorie                      | Zlato | Čas     | Stříbro | Čas     | Bronz | Čas     |
| ------------------------------ | --- | ------- | --- | ------- | --- | ------- |
| 50 m volný způsob              | Amy Van Dykenová · Spojené státy americké (USA) | 24.87   | Le Jingyiová · Čína (CHN) | 24.90   | Sandra Völkerová · Německo (GER)                                                                                           | 25.14   |
| 100 m volný způsob             | Le Jingyiová · Čína (CHN) | 54.50   | Sandra Völkerová · Německo (GER) | 54.88   | Angel Martino · Spojené státy americké (USA)                                                                               | 54.93   |
| 200 m volný způsob             | Claudia Pollová · Kostarika (CRC) | 1:58.16 | Franziska van Almsicková · Německo (GER)                                                                                                 | 1:58.57 | Dagmar Haseová · Německo (GER)                                                                                             | 1:59.56 |
| 400 m volný způsob             | Michelle Smithová · Irsko (IRL) | 4:07.25 | Dagmar Haseová · Německo (GER) | 4:08.30 | Kirsten Vlieghuisová · Nizozemsko (NED)                                                                                    | 4:08.70 |
| 800 m volný způsob             | Brooke Bennettová · Spojené státy americké (USA) | 8:27.89 | Dagmar Haseová · Německo (GER) | 8:29.91 | Kirsten Vlieghuisová · Nizozemsko (NED)                                                                                    | 8:30.84 |
| 100 m znak                     | Beth Botsfordová · Spojené státy americké (USA) | 1:01.19 | Whitney Hedgepethová · Spojené státy americké (USA)                                                                                      | 1:01.47 | Marianne Krielová · Jihoafrická republika (RSA)                                                                            | 1:02.12 |
| 200 m znak                     | Krisztina Egerszegiová · Maďarsko (HUN) | 2:07.83 | Whitney Hedgepethová · Spojené státy americké (USA)                                                                                      | 2:11.98 | Cathleen Rundová · Německo (GER)                                                                                           | 2:12.06 |
| 100 m prsa                     | Penny Heynsová · Jihoafrická republika (RSA) | 1:07.73 | Amanda Beard · Spojené státy americké (USA)                                                                                              | 1:08.09 | Samantha Riley · Austrálie (AUS)                                                                                           | 1:09.18 |
| 200 m prsa                     | Penny Heynsová · Jihoafrická republika (RSA) | 2:25.41 | Amanda Beardová · Spojené státy americké (USA)                                                                                           | 2:25.75 | Ágnes Kovácsová · Maďarsko (HUN)                                                                                           | 2:26.57 |
| 100 m motýlek                  | Amy Van Dykenová · Spojené státy americké (USA) | 59.13   | Liu Liminová · Čína (CHN) | 59.14   | Angel Martino · Spojené státy americké (USA)                                                                               | 59.23   |
| 200 m motýlek                  | Susie O'Neillová · Austrálie (AUS) | 2:07.76 | Petria Thomasová · Austrálie (AUS) | 2:09.82 | Michelle Smithová · Irsko (IRL)                                                                                            | 2:09.91 |
| 200 m polohový závod           | Michelle Smithová · Irsko (IRL) | 2:13.93 | Marianne Limpertová · Kanada (CAN) | 2:14.35 | Lin Liová · Čína (CHN) | 2:14.74 |
| 400 m polohový závod           | Michelle Smithová · Irsko (IRL) | 4:39.18 | Allison Wagnerová · Spojené státy americké (USA)                                                                                         | 4:42.03 | Krisztina Egerszegiová · Maďarsko (HUN)                                                                                    | 4:42.53 |
| štafeta 4×100 m volný způsob   | Spojené státy americké (USA) · Angel Martino · Amy Van Dykenová · Catherine Foxová · Jenny Thompsonová · Lisa Jacobová* · Melanie Valerioová*                                               | 3:39.29 | Čína (CHN) · Le Jingyiová · Na Chaoová · Yun Nianová · Shan Yingová                                                                      | 3:40.48 | Německo (GER) · Sandra Völkerová · Simone Osygusová · Antje Buschschulteová · Franziska van Almsicková · Meike Freitagová* | 3:41.48 |
| štafeta 4×200 m volný způsob   | Spojené státy americké (USA) · Trina Jacksonová · Cristina Teuscherová · Sheila Taorminaová · Jenny Thompsonová · Lisa Jacobová* · Annette Salmeenová* · Ashley Whitneyová*                 | 7:59.87 | Německo (GER) · Franziska van Almsicková · Kerstin Kielgassová · Anke Scholzová · Dagmar Haseová · Meike Freitagová* · Simone Osygusová* | 8:01.55 | Austrálie (AUS) · Julia Grevilleová · Nicole Stevensonová · Emma Johnsonová · Susie O'Neillová · Lise Mackieová*           | 8:05.47 |
| štafeta 4×100 m polohový závod | Spojené státy americké (USA) · Beth Botsfordová · Amanda Beardová · Angel Martino · Amy Van Dykenová · Catherine Foxová* · Whitney Hedgepethová* · Kristine Quanceová* · Jenny Thompsonová* | 4:02.88 | Austrálie (AUS) · Nicole Stevensonová · Samantha Rileyová · Susie O'Neillová · Sarah Ryanová · Helen Denmanová* · Angela Kennedyová*     | 4:05.08 | Čína (CHN) · Chen Yan (b. 1979) · Han Xueová · Cai Huijueová · Shan Yingová                                                | 4:07.34 |

* Nezúčastnili se finále, ale získali medaili.